# Великий похід-3A
«Великий похід-3A» (також зустрічаються назви «Чанчжен 3A» або «CZ-3A» (кит. трад. 長征三號甲, спр. 长征三号甲, піньїнь: Chángzhēng san hào jiǎ, акад. Чанчжен сан хао цзя, англ. Long March 3A) — китайська орбітальна ракета-носій серії «Великий похід».
Ракета розроблена на базі моделей ракет «Великий похід 3» та «Великий похід 2C», а також послужила основою для більш важкої ракети «Великий похід 3B» з чотирма навісними розгонними блоками. Ракета має три ступені і призначена, в основному, для виведення на геоперехідну орбіту супутників навігаційної системи Бейдоу та інше. Остання, третя, ступінь працює на кріогенному паливі: рідкому водні і рідкому кисні.

## Історія запусків

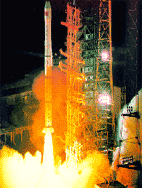
Запуск ракети «Великий похід 3A»

Всього, станом на 2018 рік, виконано 17 запусків ракети-носія цього типу. Всі вони були успішними.
Перший старт ракети даного типу відбувся 8 лютого 1994 року.
24 жовтня 2007 року з її допомогою був запущений перший китайський місячний модуль «Чан'е-1».